# Законы Эшнунны
Законы Эшнунны — один из древнейших законодательных памятников Древнего Востока, датируемый XIX веком до н. э. Свод законов также иногда называют «Законы Билаламы» по имени царя, с чьим правлением связывают их появление. Памятник имеет огромное культурное и научное значение, так как может служить источником для исследования в области социальных отношений в обществе Эшнунны, нормах семейного, гражданского и уголовного права.
Законы из Эшнунны были найдены при раскопках 1945—1947 годов в Ираке в виде двух глиняных табличек-дубликатов. Одна из них была сильно повреждена, вторая сохранилась почти полностью. Предполагают, что найденные таблички представляют собой упражнения учеников дворцовых писцовых школ, скопировавших их с более древней копии, но едва ли с оригинала, который доверить ученикам было нельзя. Текст на обеих табличках почти идентичен, незначительные различия носят графический или грамматический характер. Язык памятника — старовавилонский диалект аккадского. Сейчас таблички хранятся в Иракском музее в Багдаде.
Законодательство состояло из 61 статьи, однако последние две не удалось восстановить из-за деформации табличек. Большое внимание уделяется регламентированию торгово-экономических отношений (устанавливается определённая плата в серебре за определённые товары или услуги), а также рабовладельческих отношений. На основании некоторых статей можно сделать вывод, что раб был полной собственностью хозяина и ответственность за убийство раба убийца несет только перед его хозяином. Основным видом наказания за различные проступки является денежный штраф, за серьёзные преступления (убийство мушкенума или свободного, похищение девицы против воли её родителей, нарушение границ частной собственности) предусматривалась смертная казнь. Уголовные дела рассматривал только царь.

## Терминология

### Категории людей
- Тамкар — богатый торговец или ростовщик, находившийся в то же время на службе царя.
- Человек или сын человека (иначе авилум) — представитель полноправного населения.
- Мушкенум — неполноправный человек, держатель царской земли.
- Шамаллум — помощник торгового агента (тамкара), мелкий торговец.
- Шинкарка — трактирщица.

### Единицы мер и веса
- Сикль — 8,4 грамма
- Мина — 505 граммов
- Шеум (ше) — 0,047 грамма (вес одного зёрнышка)
- Гур — 250—100 литров
- Сут — 5 литров
- Ка — 0,84 литра
- Пан (пи) — 30 (или 50) литров